# واکنش کنترل‌شده انتشار
واکنش کنترل‌شده انتشار (به انگلیسی: Diffusion-controlled reaction) واکنش‌هایی هستند که در آنها سرعت واکنش برابر با سرعت انتقال واکنش دهنده‌ها از طریق محیط واکنش است.
فرایند واکنش شیمیایی را می‌توان به عنوان یک فرایند نفوذ مواد اولیه در نظر گرفت تا زمانی که به یکدیگر با ترکیب درستی برخورد کنند و یک مجموعه فعال ایجاد کنند که می‌تواند گونه محصول مختلف را ایجاد کند. نرخ مشاهده‌شده واکنش‌های شیمیایی، به‌طور کلی، نرخ گام کندتر یا گام «تعیین‌کننده نرخ» می‌باشد. در واکنش‌های کنترل شده توسط نفوذ، ایجاد محصولات از مجموعه فعال به شدت سریع‌تر از نفوذ مواد اولیه است و به همین دلیل نرخ توسط فراوانی برخورد ایجاد می‌شود.
کنترل دیفیوژن در مرحله گازی کمیاب است، زیرا نرخ نفوذ مولکول‌ها در این مرحله به‌طور عمومی بسیار بالا است. کنترل نفوذ در محلول احتمالاً شایع‌تر است، زیرا مواد اولیه به دلیل تعداد بیشتری از برخوردها با مولکول‌های حلال، کندتر است. واکنش‌هایی که مجموعه فعال به راحتی ایجاد می‌شود و محصولات به سرعت ایجاد می‌شوند، احتمالاً بیشتر از همه تحت کنترل دیفیوژن قرار دارند. نمونه‌های این نوع واکنش‌ها شامل واکنش‌های کاتالیز و واکنش‌های آنزیمی هستند. واکنش‌های ناهمگن که مواد اولیه در فازهای مختلف قرار دارند نیز ممکن است تحت کنترل پخش باشند.
یک آزمون کلاسیک برای کنترل نفوذ در یک واکنش ناهمگن، مشاهده این است که آیا نرخ واکنش تحت تأثیر مخلوط کردن یا تحریک قرار می‌گیرد یا خیر؛ اگر چنین باشد، احتمالاً می‌توان گفت که واکنش در آن شرایط تقریباً تحت کنترل نفود قرار دارد.
مشتق زیر از مبانی سینتیک شیمیایی اقتباس شده‌است. فرض می‌کنیم {\displaystyle A+B\rightarrow C} کره ای با شعاع {\displaystyle R_{A}} را در نظر می‌گیریم. در مرکز یک مولکول کروی A، با واکنش دهنده B در داخل و خارج از آن جریان دارد. در صورتی که مولکول‌های A و B با یکدیگر برخورد کنند، واکنشی در نظر گرفته می‌شود، یعنی زمانی که فاصله بین دو مولکول باشد{\displaystyle R_{AB}}
بنابراین، شرایط حالت پایدار می‌شود
1. {\displaystyle k[B]=-4\pi r^{2}J_{B}}
از آنجایی که {\displaystyle J_{B}} شار B براساس قانون دوم فیک
2. {\displaystyle J_{B}=-D_{AB}({\frac {dB(r)}{dr}}+{\frac {[B]}{k_{B}T}}{\frac {dU}{dr}})}
از آنجایی که {\displaystyle D_{AB}} ضریب انتشار است و می‌توان آن را از طریق معادله استوکس-انیشتین بدست آورد، و جمله دوم گرادیان پتانسیل شیمیایی نسبت به موقعیت است.
توجه داشته باشید که [B] به میانگین غلظت B در محلول اشاره دارد، در حالی که [B](r) «غلظت محلی» B در موقعیت r است.
از ۲ به ۱ نتیجه می‌گیریم:
3. {\displaystyle k[B]=4\pi r^{2}D_{AB}({\frac {dB(r)}{dr}}+{\frac {[B](r)}{k_{B}T}}{\frac {dU}{dr}})}.
در این مرحله استفاده از مشخصه {\displaystyle \exp(-U(r)/k_{B}T)\cdot {\frac {d}{dr}}([B](r)\exp(U(r)/k_{B}T)=({\frac {dB(r)}{dr}}+{\frac {[B](r)}{k_{B}T}}{\frac {dU}{dr}})} راحت تر است.
اگر ۳ را بازنویسی کنیم:
4. {\displaystyle k[B]=4\pi r^{2}D_{AB}\exp(-U(r)/k_{B}T)\cdot {\frac {d}{dr}}([B](r)\exp(U(r)/k_{B}T)}
با مرتب‌سازی ۴ می‌توانیم بنویسیم:
5. {\displaystyle {\frac {k[B]\exp(U(r)/k_{B}T)}{4\pi r^{2}D_{AB}}}={\frac {d}{dr}}([B](r)\exp(U(r)/k_{B}T)}
در شرایط مرزی {\displaystyle [B](r)\rightarrow [B]} یعنی غلظت محلول B در فواصل زیاد بالا می‌رود و در نتیجه
```
 

  

    

      

        
U

        
(

        
r

        
)

        
→

        
0

      

    

    
{\displaystyle U(r)\rightarrow 0}

  

 به  

  

    

      

        
r

        
→

        
∞

      

    

    
{\displaystyle r\rightarrow \infty }

  

 ، ما می‌توانیم 
۵
 را با جداسازی متغیرها حل کنیم، و به دست آوریم.
```

6. {\displaystyle \int _{R_{AB}}^{\infty }dr{\frac {k[B]\exp(U(r)/k_{B}T)}{4\pi r^{2}D_{AB}}}=\int _{R_{AB}}^{\infty }d([B](r)\exp(U(r)/k_{B}T)}
یا
7. {\displaystyle {\frac {k[B]}{4\pi D_{AB}\beta }}=[B]-[B](R_{AB})\exp(U(R_{AB})/k_{B}T)} (where : {\displaystyle \beta ^{-1}=\int _{R_{AB}}^{\infty }{\frac {1}{r^{2}}}\exp({\frac {U(r)}{k_{B}T}}dr)})
برای واکنش بین A و B، یک ثابت واکنش ذاتی وجود دارد{\displaystyle k_{r}} بنابراین {\displaystyle [B](R_{AB})=k[B]/k_{r}} جایگزین کردن این به ۷ و مرتب‌سازی مجدد معادله
8. {\displaystyle k={\frac {4\pi D_{AB}\beta k_{r}}{k_{r}+4\pi D_{AB}\beta \exp({\frac {U(R_{AB})}{k_{B}T}})}}}

## شرایط محدود کننده

### واکنش درونی بسیار سریع
فرض کنید{\displaystyle k_{r}} در مقایسه با فرایند نفوذ بسیار بزرگ است، بنابراین A و B بلافاصله واکنش نشان می‌دهند. این واکنش محدود نفوذ کلاسیک است و ثابت سرعت محدود نفوذ مربوطه را می‌توان از ۸ مانند {\displaystyle k_{D}=4\pi D_{AB}\beta } سپس ۸ را می‌توان به عنوان «ثابت نرخ تحت تأثیر نفوذ» دوباره نوشت:
9. {\displaystyle k={\frac {k_{D}k_{r}}{k_{r}+k_{D}\exp({\frac {U(R_{AB})}{k_{B}T}})}}}

### نیروهای بین مولکولی ضعیف
اگر نیروهایی که A و B را به یکدیگر متصل می‌کنند ضعیف باشند، یعنی  {\displaystyle U(r)\approx 0} برای همه r به جز r بسیار کوچک،{\displaystyle \beta ^{-1}\approx {\frac {1}{R_{AB}}}} . نرخ واکنش ۹ حتی بیشتر از آن را می‌توان ساده کرد:
10. {\displaystyle k={\frac {k_{D}k_{r}}{k_{r}+k_{D}}}}این معادله برای بخش بسیار زیادی از واکنش‌های صنعتی مرتبط در محلول صادق است.